# Мірелейон
Мірелейон (тур. Bodrum Camii) — колишній палацовий комплекс споруд в столиці Візантійської імперії, від якого випадково збереглася лише припалацова церква. В столиці Туреччини перетворена на мечеть Бодрум-джамі.

## Візантійський період
Напередодні 922 року тоді ще друнгарій Роман Лакапін (керівник військового загону візантійської армії) придбав в дев'ятому кварталі Константинополя ділянку землі в районі Мірелейон. Ще в п'ятому столітті тут спорудили цистерну для питної води на випадок облоги. Кам'яна цистерна мала ротонду, зовнішній купол якої досягав 41, 8 метра і був другим за величиною після бетонного куполу Пантеону в Римі. Після обрання Романа Лакапіна імператором ділянку забудували новим палацовим комплексом та церквою, котру вже тоді призначили для родинного мавзолею.
У грудні 922 року першою в родинному склепі поховали дружину Романа — Феодору, а 931 року сина і співправителя Романа — Христофора. Роман Лакапін перервав традицію шести століть, впродовж якої візантійських імператорів ховали в церкві Святих апостолів. Обставини склались погано для імператора і він передав палац і церкву під монастир. По вигнанні імператора того постригли в ченці на острові Проте, а по смерті перевезли прах і поховали в склепі Мірелейона.
Під час військових дій 1203 року храм і монастир горіли, а Константинополь був захоплений лицарями і візантійцями. В десятиліття Латинської імперії (1204—1261 рр.) стояв пусткою. Храм відновили лише наприкінці 13 ст. в добу династії Палеологів.

## Опис пам'ятки архітектури

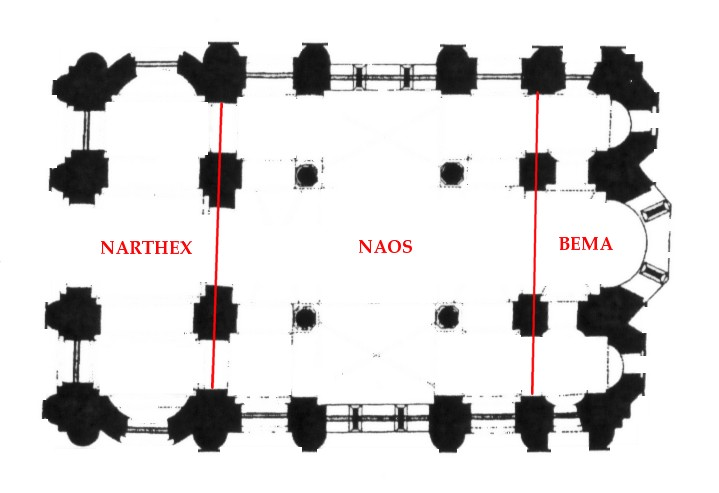
Мірелейон, план збереженої припалацової церкви без зруйнованого екзонартекса.

Церква вибудувана на підмурках, цокольні приміщення якої і слугували мавзолеєм родини Лакапінів. Споруда цегляна, хрестово-купольна за розплануванням, однобанна. Мала нартекс та екзонартекс. Підбанник прорізаний низкою вікон. Три нави споруди на сході закінчувались гранчастими абсидами. Зовнішні фасади ритмично розбиті напівциркульними контрфорсами на окремі ділянки, останні прикрашені лише вікнами та ретельною кладкою цегли, не критою тиньком. В турецьку добу поряд з нартексом вибудували мінарет, а на місці поруйнованого екзонартекса — дерев'яну галерею.

## Турецький період

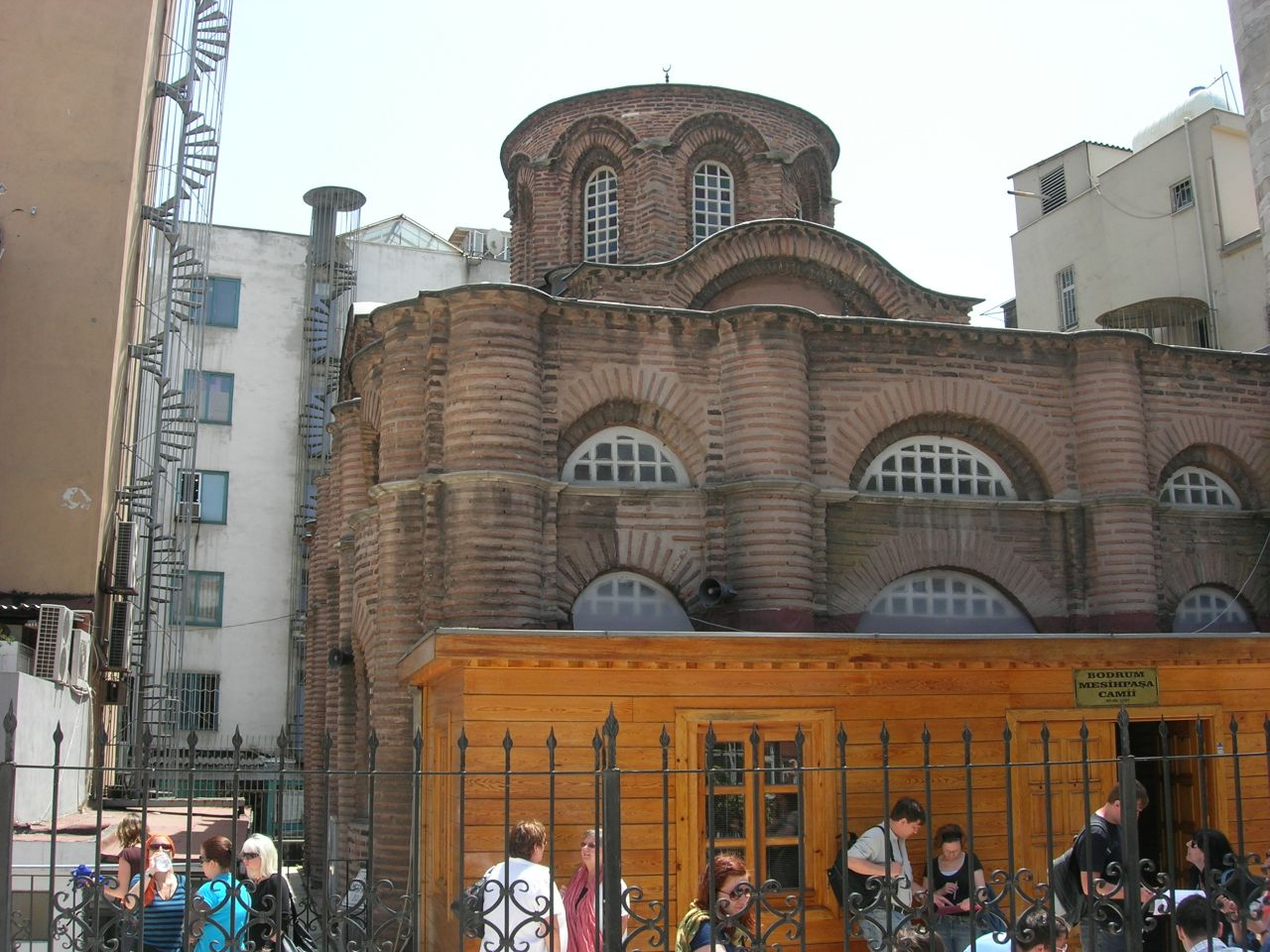
Мечеть Бодрум джамі, фото 2007 року.

Після захоплення Константинополя турками-османами церква була перетворена на мечеть. Всі мозаїки і фрески з візантійськими зображеннями були знищені як невідповідні мусульманському віросповіданню. Близько 1500 року — це мечеть великого візира Месіх паші в правління Баязида II. Назва Бодрум джамі перекладається як «підвал», «підвальне приміщення» як натяк на приміщення, що слугували родинним мавзолеєм імператора Романа Лакапіна і його родини в добу Візантії.
Мечеть двічі постраждала від пожежі в 1784 та в 1911 роках і в 20 столітті була покинутою. Але зовнішні цегляні фасади були пошкоджені мало. 1930 року неподалік мечеті проведені розкопки і знайдена кам'яна цистерна візантійської доби (розкопками керував англієць Девід Толбот Райс). В 1964—1965 рр. проведені реставраційні роботи, фінансовані Археологічним музеєм Стамбула, які згодом припинили. З 1986 року споруду колишньої церкви ремонтували (відновлені дахи, вікна і дерев'яна галерея на місці колишнього екзонартекса) і передали під місцеву мечеть.